# Roppeviller
Roppeviller és un municipi francès, situat al departament del Mosel·la i a la regió del Gran Est. L'any 2007 tenia 125 habitants.

## Demografia

### Població
El 2007 la població de fet de Roppeviller era de 125 persones. Hi havia 50 famílies, de les quals 12 eren unipersonals (4 homes vivint sols i 8 dones vivint soles), 11 parelles sense fills, 23 parelles amb fills i 4 famílies monoparentals amb fills.
La població ha evolucionat segons el següent gràfic:
Habitants censats

### Habitatges
El 2007 hi havia 76 habitatges, 48 eren l'habitatge principal de la família, 20 eren segones residències i 8 estaven desocupats. 68 eren cases i 8 eren apartaments. Dels 48 habitatges principals, 40 estaven ocupats pels seus propietaris, 4 estaven llogats i ocupats pels llogaters i 4 estaven cedits a títol gratuït; 3 tenien dues cambres, 6 en tenien tres, 9 en tenien quatre i 30 en tenien cinc o més. 44 habitatges disposaven pel capbaix d'una plaça de pàrquing. A 19 habitatges hi havia un automòbil i a 23 n'hi havia dos o més.

### Piràmide de població
La piràmide de població per edats i sexe el 2009 era:
| Homes | Edats   | Dones |
| ----- | ------- | ----- |
| 0     | 95 o +  | 0     |
| 0     | 90 a 94 | 0     |
| 0     | 85 a 89 | 0     |
| 4     | 80 a 84 | 0     |
| 4     | 75 a 79 | 4     |
| 4     | 70 a 74 | 4     |
| 0     | 65 a 69 | 8     |
| 0     | 60 a 64 | 0     |
| 0     | 55 a 59 | 8     |
| 4     | 50 a 54 | 0     |
| 16    | 45 a 49 | 0     |
| 8     | 40 a 44 | 12    |
| 8     | 35 a 39 | 8     |
| 4     | 30 a 34 | 4     |
| 4     | 25 a 29 | 4     |
| 8     | 20 a 24 | 0     |
| 0     | 15 a 19 | 4     |
| 0     | 10 a 14 | 4     |
| 12    | 5 a 9   | 0     |
| 0     | 0 a 4   | 0     |

## Economia
El 2007 la població en edat de treballar era de 80 persones, 54 eren actives i 26 eren inactives. De les 54 persones actives 45 estaven ocupades (31 homes i 14 dones) i 9 estaven aturades (4 homes i 5 dones). De les 26 persones inactives 8 estaven jubilades, 8 estaven estudiant i 10 estaven classificades com a «altres inactius».
Activitats econòmiques
Dels 5 establiments que hi havia el 2007, 1 era d'una empresa extractiva, 2 d'empreses de construcció i 2 d'empreses d'hostatgeria i restauració.
Dels 3 establiments de servei als particulars que hi havia el 2009, 1 era un electricista i 2 restaurants.

## Equipaments sanitaris i escolars
El 2009 hi havia una escola elemental integrada dins d'un grup escolar amb les comunes properes formant una escola dispersa.

## Poblacions més properes
El següent diagrama mostra les poblacions més properes.